# Strawberry Time
「Strawberry Time」（ストロベリー・タイム）は、1987年4月22日にリリースされた松田聖子の23枚目のシングル。規格品番：07SH 1926（EP盤）

## 解説
ジャケットには英語で "Welcome to strawberry land, Peacefulness till eternity. All the people that passes by are filled with happiness. If you'd like to live this land, I'll give the secret map." という自身のメッセージが載せられている。
神田正輝と結婚・長女の沙也加を授かった松田が、1985年の「DANCING SHOES」より1年10ヶ月ぶりにリリースしたシングル。作曲はレベッカの土橋安騎夫。同名アルバムの表題曲であり当初はシングルリリースの予定は無かったが、松田の強い意向によりシングルカットされた。初回出荷分はA4サイズ8ページの写真集兼歌詞カードが進呈された。
TBSテレビ『ザ・ベストテン』では、1985年4月の『天使のウィンク』以来「今週のスポットライト」コーナーにて約2年ぶりにスタジオに生出演。その後同番組において4週連続で首位を獲得した。
リリース年の年末に行われたNHK紅白歌合戦にも再び出場を果たした。
2004年に紙ジャケット仕様の完全生産限定盤12cmCDとして再リリースされた。

## 収録曲
※全作詞：松本隆
1. Strawberry Time（3分58秒）
  - 作曲：土橋安騎夫／編曲：大村雅朗
2. ベルベット・フラワー（4分14秒）
  - 作曲：三谷泰弘[4][5]／編曲：笹路正徳

## 関連作品
- Strawberry Time
  - Seiko Monument
  - Complete Bible
  - SEIKO SUITE
  - Best of Best 27
  - Premium Diamond Bible
  - Diamond Bible
  - SEIKO STORY〜80's HITS COLLECTION〜
  - Seiko Matsuda Hit Collection Vol.2
  - Seiko Matsuda Sweet Days
  - SEIKO MEMORIES 〜Masaaki Omura Works〜
- Strawberry Time （Album Version）
  - Strawberry Time
  - Bible
- ベルベット・フラワー
  - Seiko Monument
  - Complete Bible
  - Premium Diamond Bible
  - Diamond Bible
  - Touch Me, Seiko II
  - Seiko Matsuda Sweet Days

## カバー
作曲者の土橋安騎夫によりセルフカバーが行われた。2010年にゲストボーカルに国岡真由美（ICE）を迎えて配信限定でリリース。その後2012年リリースの土橋のソロアルバム「THE BEST OF ALL TIME」にも収録されている。